# نماز جمعه قم

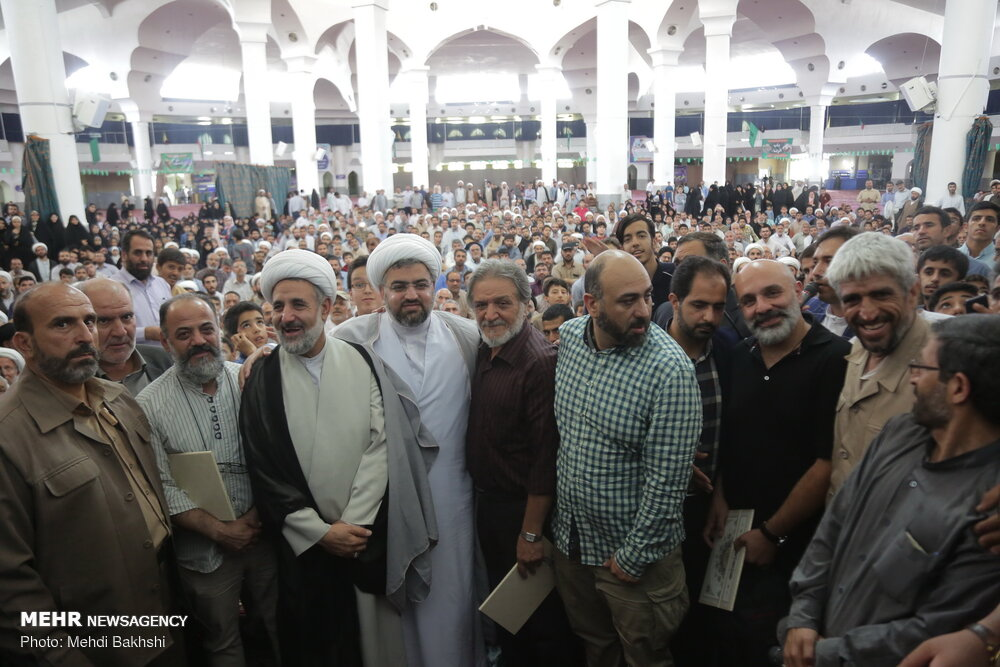
تصویری از نماز جمعه قم که ظاهرا به پایان رسیده است

نماز جمعه قم ، نماز جمعه در قم از مهم‌ترین مراسمات مذهبی قم محسوب می‌شود .در شهر قم نماز جمعه در مصلای قم توسط امامان جمعه که از طرف شورای سیاست‌گذاری ائمه جمعه کشور (تحت اشراف رهبر) انتخاب می‌شود برگزار می گردد. 

## امامت
در حال حاضر، سه امام جمعه در مرکز استان قم به عنوان خطیب جمعه حضور دارند: سید محمد سعیدی امام جمعه قم ،علیرضا اعرافیو سید هاشم حسینی بوشهری. امامان جمعه موقت قم .
عبدالله جوادی آملی نیز یکی از امامان جمعه قم بود که در نماز جمعه ۶ آذر ۱۳۸۸، کناره‌گیری خود را از امامت جمعه شهر قم اعلام کرد و پس از جلال‌الدین طاهری و محی‌الدین حائری شیرازی سومین امام جمعه مشهور در تاریخ جمهوری اسلامی ایران شد که از مقام خود استعفاء می‌داد. وی کناره‌گیری‌اش را با این جملات بیان کرد:
بنده از ادامه حضور در نماز جمعه و اقامه نماز معذورم. ائمه جمعه اگر نتوانند به مسئولیت عمل کند، نزد خداوند مسئول خواهد بود. خداوند فرموده‌است که اگر مردم مشکلی داشتند، به نماز پناه برده و مشکل خود را برطرف کنند. مردم صدها مشکل دارند که باید این را امام جمعه بیان کند و اگر بیان کرد و مشکل مردم رفع شد، نشانه این است که خوب بیان کرده، اما اگر مشکل مردم رفع نشد، امام جمعه نتوانسته‌است مطلب را خوب بیان کند.
تحلیل‌گران احتمالات مختلفی را در مورد این استعفای غیرمنتظره مطرح کردند که همگی در قالب سه نوع گمانه‌زنی می‌گنجیدند: «آماده شدن برای مرجعیت»، «عود کردن بیماری قدیمی میگرن» و «بیان نوعی اعتراض سیاسی».
از سالهای ۱۳۹۲ تا ۱۳۹۹ مسئولیت‌های شورای سیاستگذاری ائمه جمعه استان قم، ستاد نمازجمعه قم و مدیریت مصلای قدس قم بر عهده محمد باقر ولدان بوده است.